# Saxeville (Wisconsin)
Saxeville es un pueblo ubicado en el condado de Waushara en el estado estadounidense de Wisconsin. En el Censo de 2010 tenía una población de 986 habitantes y una densidad poblacional de 10,42 personas por km².

## Geografía
Saxeville se encuentra ubicado en las coordenadas 44°12′1″N 89°3′16″O / 44.20028, -89.05444. Según la Oficina del Censo de los Estados Unidos, Saxeville tiene una superficie total de 94.63 km², de la cual 93.39 km² corresponden a tierra firme y (1.32%) 1.25 km² es agua.

## Demografía
Según el censo de 2010, había 986 personas residiendo en Saxeville. La densidad de población era de 10,42 hab./km². De los 986 habitantes, Saxeville estaba compuesto por el 98.88% blancos, el 0.2% eran afroamericanos, el 0% eran amerindios, el 0.3% eran asiáticos, el 0% eran isleños del Pacífico, el 0% eran de otras razas y el 0.61% pertenecían a dos o más razas. Del total de la población el 0.71% eran hispanos o latinos de cualquier raza.